# Porosz Szövetség
A Porosz Szövetség (lengyelül Związek Pruski, lettül Prūsijas konfederācija, angolul Prussian Confederation, németül Preußischer Bund) 1440-ben létrehozott szövetségi tömörülés 53 poroszországi nemes (nemzetiségük szerint poroszok, németek, kasubok), 19 porosz város, köztük Danzig, Elbing és Thorn részvételével. Célja a Német Lovagrend Poroszország feletti uralmának megtörése, egyházi-katonai államának felszámolása.

Thorn

## Előzményei
A lovagrend, mely 1226-ban hozott létre államot a Balti-tenger mellékén, óriási kiváltságokat, s csaknem teljes autonómiát adott a hoszpeszei által létrehozott városainak. Nagyméretű katonai ereje mellett egyensúlyt tudott teremteni, de az olykor kemény és adóztató uralmával szemben a városok már korábban is lázadoztak, melyhez segítséget nyújtott nekik a Hanza.
A Német Lovagrend gazdasága és ereje az újabbnál újabb területek megszerzésén alapult. 1410-ben a Lengyelország-Litvánia, mely közös államot képzett 1386 óta, együttes erővel győzte le a német lovagokat, s a lengyelek ezt követően még négy másik háborúban (1414, 1422, 1431-32, 1435) mértek vereséget a lovagokra.

Elbing

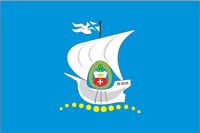
Königsberg

## A gazdasági és politikai összeomlás, lázadás
A német lovagrend katasztrofális 1410-es veresége után nehéz helyzetben volt. Egyes városok a háború folytatását követelték, az elvesztett hatalom visszaszerzésére, de ehhez nem volt pénz. A lovagrendnek pedig szüksége volt hadseregre, hogy hatalmát megtartsa Poroszországban. A következő években már német nemzetiségű zsoldossereget tartott fenn, külön zsoldosvezérekkel, az ehhez szükséges anyagiakat az adók emelésével próbálta előteremteni.
1410-ben létrehozta a Gyíkok Ligáját, főként a livóniai papság és Gdańsk segítségével, hogy hatalma támogatást nyerjen. A további adóemelések miatt 1440. február 21-én létrehozták az ún. Porosz Szövetséget, amelynek vezetője Johannes von Baysen (Jan Bażyński) porosz lovag lett. A fő városok mint Danzig (Gdańsk), Marienburg (Malbork) és Elbing (Elbląg) élvezték a fő vezetők szerepét. Támogatást kértek a szomszédos országoktól, többek közt Lengyelországtól, ami nagyon szerette volna megkaparintani a gazdag porosz és pomerán városokat (utóbbit még 1309-ben veszítette el), valamint kijáratot szerezni a Balti-tengerre.

Marienburg

Konrad von Erlichshausen nagymesternek meggyűlt a baja a szövetség ténykedésével, s utódja az unokaöccse, Ludwig sem boldogult velük. 1453-ban a nagymester követelte a Szövetség feloszlatását és azt, hogy ismerjék a lovagrend hatalmát. A Szövetség ekkor fellázadt a teuton lovagok ellen, s 1454-ben segítségül hívták IV. Kázmér András lengyel királyt, felajánlva neki az országot. A király nem habozott a háború megindításával, s von Baysent megtette porosz gubernátorrá, de nagyszámú serege, kiegészülve a porosz és danzigi szövetségesekkel súlyos vereséget szenvedett a Tizenhárom éves háború első csatájában Konitznál.
Ezzel szemben Kázmér nem adta fel. A porosz szövetség továbbra is ellenállt a német zsoldosoknak, s jelentős anyagi támogatást adtak ahhoz, hogy Kázmér új, modern sereget verbuváljon. Ehhez 1455-ben 190 ezer magyar forintot folyósítottak, s ebből Kázmér új katonaságot állított ki többségében lengyel, kisrészében magyar és cseh zsoldosokból, seregét továbbá vörösorosz és tatár katonákkal is megerősítette.
A danzigi hajók pedig meggátoltak egy dán támadást is, amely a lovagrend megsegítésére irányult volna.
1466-ban a lovagrend teljes vereséget szenvedett, s a thorni békében elvesztette országa jelentős részét, mely mint Királyi Poroszország került a lengyel koronához.

## Külső hivatkozások
- Vajda Tamás: A Német Lovagrend a Baltikumban